# إدوارد أندرسون
إدوارد أندرسون (بالإنجليزية: Edward Frederick Anderson)‏ (و. 1931 – 2001 م) هو عالم نبات، من الولايات المتحدة الأمريكية، ولد في كوفينا، لوس أنجليس، كاليفورنيا، توفي عن عمر يناهز 70 عاماً.